# Japan Soccer League 1979
La stagione 1979 è stata la quindicesima edizione della Japan Soccer League, massimo livello del campionato giapponese di calcio.

## Avvenimenti
Il campionato, svoltosi tra il 1º marzo e il 16 dicembre 1979, vide la vittoria finale del Fujita Kogyo, ottenuta grazie ai nove punti di vantaggio su Hitachi e Yomiuri.
In Division 2, i vincitori del Toshiba non riuscirono ad essere ammessi al primo raggruppamento, venendo sconfitti dal Nissan Motors. Lo Yamaha Motors ottenne invece una seconda promozione consecutiva battendo il Nippon Kokan. La fusione dello Yanmar Club nello Yanmar Diesel ebbe delle ripercussioni sugli esiti dei play-off promozione-salvezza: lo Yokkaichi Oil, sconfitto nel match contro il Sumitomo Metals, poté beneficiare del ripescaggio.

## Squadre

### Allenatori
Division 1
| Club              | Allenatore         |
| ----------------- | ------------------ |
| Fujita Kogyo      | Yoshinobu Ishii    |
| Furukawa Electric | Masao Uchino       |
| Hitachi           | Mutsuhiko Nomura   |
| Mitsubishi HI     | Kenzō Yokoyama     |
| Nippon Kokan      | Minoru Ueda        |
| Nippon Steel      | Teruki Miyamoto    |
| Nissan Motors     | Shū Kamo           |
| Toyo Kogyo        | Aritatsu Ogi       |
| Yanmar Diesel     | Kunishige Kamamoto |
| Yomiuri           | Shōichi Nishimura  |

Division 2
| Club            | Allenatore          |
| --------------- | ------------------- |
| Fujitsu         | Shigeo Yaegashi     |
| Honda           | Katsuyoshi Kuwahara |
| Kofu Club       | Kenji Tahara        |
| Sumitomo Metals | Eiji Yamamoto       |
| Tanabe Pharma   | sconosciuto         |
| Teijin          | sconosciuto         |
| Toshiba         | Hiroshi Shimizu     |
| Toyota Motors   | Kenji Soga          |
| Yamaha Motors   | Ryūichi Sugiyama    |
| Yanmar Club     | Yoji Mizuguchi      |

## Classifiche finali

### JSL Division 1
|                     | Pos. | Squadra           | Pt | G  | V  | V (d.c.r.) | P (d.c.r.) | P  | GF | GS | DR  |
| ------------------- | ---- | ----------------- | -- | -- | -- | ---------- | ---------- | -- | -- | -- | --- |
| Giappone (bandiera) | 1.   | Fujita Kogyo      | 53 | 18 | 12 | 1          | 3          | 2  | 36 | 15 | +21 |
|                     | 2.   | Yomiuri           | 44 | 18 | 10 | 0          | 4          | 4  | 48 | 26 | +22 |
|                     | 3.   | Hitachi           | 44 | 18 | 8  | 5          | 2          | 3  | 23 | 18 | +5  |
|                     | 4.   | Yanmar Diesel     | 40 | 18 | 9  | 1          | 2          | 6  | 28 | 21 | +7  |
|                     | 5.   | Furukawa Electric | 40 | 18 | 7  | 5          | 2          | 4  | 28 | 22 | +6  |
|                     | 6.   | Toyo Kogyo        | 33 | 18 | 5  | 4          | 5          | 4  | 20 | 19 | +1  |
|                     | 7.   | Mitsubishi HI     | 32 | 18 | 5  | 5          | 2          | 6  | 16 | 20 | -4  |
|                     | 8.   | Nippon Steel      | 29 | 18 | 6  | 2          | 1          | 9  | 23 | 25 | -2  |
|                     | 9.   | Nippon Kokan      | 10 | 18 | 1  | 1          | 4          | 12 | 17 | 43 | -26 |
|                     | 10.  | Nissan Motors     | 9  | 18 | 1  | 2          | 1          | 14 | 9  | 39 | -30 |

Legenda:

      Campione del Giappone

      Retrocessa in Japan Soccer League Division 1 1980

Note:
Quattro punti a vittoria dopo i tempi regolamentari, due punti a vittoria dopo i tiri di rigore, un punto a sconfitta dopo i tiri di rigore, zero punti a sconfitta dopo i tempi regolamentari.

### JSL Division 2
|  | Pos. | Squadra         | Pt | G  | V  | V (d.c.r.) | P (d.c.r.) | P  | GF | GS | DR  |
|  | ---- | --------------- | -- | -- | -- | ---------- | ---------- | -- | -- | -- | --- |
|  | 1.   | Toshiba         | 48 | 18 | 10 | 3          | 2          | 3  | 36 | 23 | +13 |
|  | 2.   | Yamaha Motors   | 47 | 18 | 10 | 2          | 3          | 3  | 33 | 19 | +14 |
|  | 3.   | Fujitsu         | 47 | 18 | 11 | 0          | 3          | 4  | 29 | 18 | +11 |
|  | 4.   | Honda           | 44 | 18 | 10 | 1          | 2          | 5  | 31 | 25 | +6  |
|  | 5.   | Yanmar Club     | 36 | 18 | 8  | 2          | 0          | 8  | 37 | 30 | +7  |
|  | 6.   | Tanabe Pharma   | 28 | 18 | 7  | 0          | 0          | 11 | 21 | 21 | 0   |
|  | 7.   | Toyota Motors   | 28 | 18 | 5  | 3          | 2          | 8  | 21 | 29 | -8  |
|  | 8.   | Kofu Club       | 26 | 18 | 5  | 2          | 2          | 9  | 26 | 42 | -16 |
|  | 9.   | Teijin          | 25 | 18 | 5  | 1          | 3          | 9  | 24 | 30 | -6  |
|  | 10.  | Sumitomo Metals | 14 | 18 | 2  | 3          | 0          | 13 | 15 | 36 | -21 |

Legenda:

      Promossa in Japan Soccer League Division 1 1980
Note:
Quattro punti a vittoria dopo i tempi regolamentari, due punti a vittoria dopo i tiri di rigore, un punto a sconfitta dopo i tiri di rigore, zero punti a sconfitta dopo i tempi regolamentari.
Lo Yamaha Motors accede ai playoff in virtù di una miglior differenza reti rispetto a quella del Fujitsu.
Lo Yanmar Club si fonde a fine stagione con lo Yanmar Diesel, favorendo il ripescaggio dello Yokkaichi Oil.

## Risultati

### Spareggi promozione/salvezza
|               |              |               | Città e data              |
| ------------- | ------------ | ------------- | ------------------------- |
| Nippon Kokan  | 4-3 (d.c.r.) | Yamaha Motors | Yokohama, 12 gennaio 1980 |
| Nissan Motors | 0-2          | Toshiba       | Yokohama, 20 gennaio 1980 |
|               |              |               |                           |
| Toshiba       | 1-2          | Nissan Motors | Tokyo, 12 gennaio 1980    |
| Yamaha Motors | 4-1          | Nippon Kokan  | Iwata, 20 gennaio 1980    |

### Play-off interdivisionali
|                 |     |                 | Città e data                |
| --------------- | --- | --------------- | --------------------------- |
| Teijin          | 2-1 | Kyoto Shiko     | Matsuyama, 15 dicembre 1979 |
| Sumitomo Metals | 1-0 | Yokkaichi Oil   | dicembre 1979               |
|                 |     |                 |                             |
| Yokkaichi Oil   | 1-3 | Sumitomo Metals | Yokkaichi, 22 dicembre 1979 |
| Kyoto Shiko     | 1-1 | Teijin          | Toba, 25 dicembre 1979      |

## Statistiche

### Primati stagionali
| Record della Division 1 - Maggior numero di vittorie: Hitachi e Fujita Kogyo (13) - Minor numero di sconfitte: Hitachi e Fujita Kogyo (5) - Miglior attacco: Yomiuri (48) - Miglior difesa: Fujita Kogyo (15) - Miglior differenza reti: Yomiuri (+22) - Maggior numero di sconfitte: Nippon Kokan (16) - Minor numero di vittorie: Nippon Kokan (2) - Peggior attacco: Nissan Motors (9) - Peggior difesa: Nippon Kokan (43) - Peggior differenza reti: Nissan Motors (-30) | Record della Division 2 - Maggior numero di vittorie: Toshiba (13) - Minor numero di sconfitte: Toshiba (5) - Miglior attacco: Yanmar Club (37) - Miglior difesa: Fujitsu (18) - Miglior differenza reti: Yamaha Motors (+14) - Maggior numero di sconfitte: Sumitomo Metals (13) - Minor numero di vittori: Sumitomo Metals (5) - Peggior attacco: Sumitomo Metals (15) - Peggior difesa: Sumitomo Metals (36) - Peggior differenza reti: Sumitomo Metals (-21) |

### Classifica marcatori
| Gol |  |  | Giocatore         | Squadra      |
| --- |  |  | ----------------- | ------------ |
| 14  |  |  | Ruy Ramos         | Yomiuri      |
| 11  |  |  | Hiroyuki Usui     | Hitachi      |
| 8   |  |  | Toshiki Okajima   | Yomiuri      |
| 8   |  |  | Masafumi Yokoyama | Nippon Steel |

| Gol |  |  | Giocatore         | Squadra |
| --- |  |  | ----------------- | ------- |
| 15  |  |  | Michiaki Nakamura | Toshiba |